# أولمبيك ريال بانغي
أولمبيك ريال بانغي هو نادٍ لكرة القدم من جمهورية إفريقيا الوسطى ومقره في بانغي. في السابق كان اسمه ريال أوليمبيك كاستل.

## الإنجازات
دوري جمهورية أفريقيا الوسطى الممتاز
- البطل (12 مرة): 1971، 1973، 1975، 1979، 1982، 2000، 2001، 2004، 2010، 2012، 2016، 2017.

كأس جمهورية أفريقيا الوسطى الوطني
- البطل (مرتين): 1989، 1999.